# Miroslava
Miroslava è un comune della Romania di 28 534 abitanti, ubicato nel distretto di Iași, nella regione storica della Moldavia.
Il comune è formato dall'unione di 13 villaggi: Balciu, Brătuleni, Ciurbești, Cornești, Dancaș, Găureni, Horpaz, Miroslava, Proselnici, Uricani, Valea Adâncă, Valea Ursului, Vorovești.
Miroslava fa parte della Zona Metropolitana di Iași.